# Новоукраинка (Сумская область)
Новоукра́инка (укр. Новоукраїнка) — село,
Ницахский сельский совет,
Тростянецкий район,
Сумская область,
Украина. Старое название села Буды. 
Код КОАТУУ — 5925086203. Население по переписи 2001 года составляло 105 человек .

## Географическое положение
Село Новоукраинка находится на берегу пересыхающего ручья, который через 5 км впадает в реку Ворсклица,
выше по течению на расстоянии в 1 км расположено село Калиновка,
ниже по течению на расстоянии в 2 км расположено село Ницаха.
На ручье несколько запруд.